# Best Ed
Best Ed (stilizzato in best ed.) è una serie televisiva animata canadese del 2008, creata e diretta da Rick Marshall.
La serie racconta le avventure del cane Ed e del suo migliore amico Doug, uno scoiattolo e soldato che tutti chiamano "Buddy". I due vivono nella loro fittizia città natale di Swellville. Best Ed è prodotto da 9 Story Media Group ed è animato con Adobe Flash.
La serie è stata trasmessa per la prima volta in Canada su Teletoon dal 3 ottobre 2008 al 22 ottobre 2009, per un totale di 26 episodi in una stagione. In Italia la serie è stata trasmessa su Cartoon Network dal 15 giugno al 10 luglio 2009 alle 7:45.

## Trama
La serie segue due animali antropomorfi, Ed e Buddy, rispettivamente un cane e uno scoiattolo, che vivono nella città di Swellville, in Canada. Le loro avventure e talvolta disavventure di solito li inducono a interagire con altri personaggi. Mentre Ed è benvoluto da tutti ed estremamente fortunato, Buddy è disprezzato con veemenza ed è sfortunato.

## Episodi
| Stagione       | Episodi | Prima TV USA | Prima TV Italia |
| -------------- | ------- | ------------ | --------------- |
| Prima stagione | 26      | 2008-2009    | 2009            |

## Personaggi e doppiatori

### Personaggi principali
- Ed, voce originale di Sean Cullen, italiana di Claudio Moneta.
- Doug AKA Buddy, voce originale di Pat McKenna, italiana di Giorgio Bonino.

### Personaggi ricorrenti
- Mr. Thurston "Thursty" Plumtickler III, voce originale di Kedar Brown, italiana di Marco Balzarotti.
- Miss. Fluffé, voce originale di Carolyn Scott, italiana di Marcella Silvestri.
- Betsy, voce originale di Sarah Commisso, italiana di Cecilia Fanfani.
- Buster, voce originale di Tessa Marshall, italiana di Tommaso Garbolino.
- Eugene Tottle, voce italiana di Paolo Sesana.
- Heiny, voce originale di Damon Papadopoulos, italiana di Mario Scarabelli.
- Whithey, Blakie e Red.

### Personaggi secondari
- Miss Peggy, voce italiana di Giuliana Nanni.
- Capitano delle Talpe Morbillose, voce italiana di Natale Ciravolo.